# أولاد بوعزة (أولاد بوعزة أولاد بورحمون)
أولاد بوعزة هو دُوَّار يقع بجماعة أولاد بورحمون، إقليم الفقيه بن صالح، جهة بني ملال خنيفرة في المملكة المغربية. ينتمي الدوّار لمشيخة أولاد بوعزة أولاد بورحمون التي تضم 4 دواوير. يقدر عدد سكانه بـ 302 نسمة حسب الإحصاء الرسمي للسكان والسكنى لسنة 2004.

## روابط خارجية
- البوابة الوطنية للجماعات الترابية
- المندوبية السامية للتخطيط